# Mark Hambourg

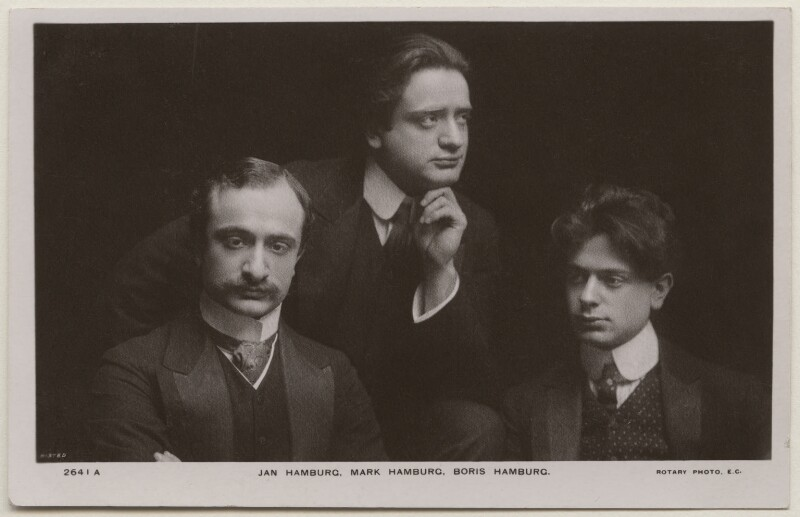
Jan Hambourg, Mark Hambourg, Boris Hambourg nel 1909

Mark Hambourg (in russo Марк Миха́йлович Гамбург?; Bogučar (in russo Богуча́р?, ucraino Богуча́р, Governatorato di Voronež), 1º giugno 1879 – Cambridge, 26 agosto 1960) è stato un pianista russo naturalizzato britannico.

## Biografia
Mark Hambourg era il figlio maggiore del pianista Michael Hambourg (Гамбург, Михаил Климентьевич) (1855, in tedesco Jaroslau, (in polacco Jarosław, in yiddish יאַרעסלאָוו‎‎?, ucraino Яро́слав-1916, un allievo di Anton Rubinstein) e fratello del violoncellista Boris Hambourg e del violinista Jan Hambourg (con il quale ha suonato in un gruppo da camera come Trio Hambourg) e dell'organizzatore musicale Clement Hambourg (1900-1973). Suo padre era preside del Conservatorio di Voronezh e successivamente professore al Conservatorio di Mosca, così Mark continuò i suoi studi con suo padre anche quando frequentò quell'accademia.

## Londra, 1889
La famiglia si trasferì a Londra nel 1889, come rifugiati dal regime zarista. A Londra, dopo essere stato ascoltato da Paderewski, Mark fece il suo esordio nella vecchia Princes Hall nel luglio del 1890. Fu un successo e vi fu un altro concerto e una tournée delle province. La famiglia era troppo povera per rifiutare queste opportunità, anche se avrebbero volentieri protetto il ragazzo dalla vita pubblica. Da bambino fu messo in cartellone come Max Hambourg. Fu invitato nella cerchia del pittore Felix Moscheles (figlio del pianista Ignaz Moscheles), a Londra, dove incontrò spesso Oscar Wilde, George Bernard Shaw, Ellen Terry e altri. Fu in questo periodo che si stancò delle donne anziane che desideravano baciarlo e permise loro di farlo solo in cambio di una grande scatola di cioccolatini. Nel 1890 Shaw, sentendolo suonare, ebbe l'impressione che il Lyric Theatre stesse semplicemente sfruttando i bambini, ma alla fine del 1891, mentre ammirava una sua esecuzione di Bach alla Steinway Hall scrisse che, con un'adeguata formazione, "questo ragazzo russo potrebbe stupire il mondo giorno".

## Vienna, 1891-1895
Sponsorizzato in gran parte da Paderewski, Hambourg fu mandato a studiare con Theodor Leschetitzky a Vienna per tre anni, arrivando lì nell'autunno del 1891. Qui vinse la borsa di studio Liszt di 500 marchi e si fece un gran numero di amici tra i circoli artistici di Vienna. Fece la sua prima apparizione come pianista adulto all'inizio del 1895, suonando il Concerto n. 1 in Mi minore di Chopin sotto la direzione di Hans Richter, con la Wiener Philharmoniker. Quindi, mentre era ancora uno studente di Leschetizky, si fermò per un breve periodo (su raccomandazione del suo maestro) per interpretare la Fantasia ungherese di Liszt sotto Felix Weingartner, al posto di Sophie Menter, che era indisposta. Il pubblico, inizialmente deluso, fu completamente conquistato e al banchetto che seguì, Brahms stesso propose il brindisi al giovane pianista.

## Inghilterra e tournée
A Londra nel 1895 Henry Wood diresse un concerto alla St James's Hall in cui Hambourg suonò tre concerti per pianoforte. Secondo Wood il suo aspetto e la sua tecnica erano paragonati a quelli di Anton Rubinstein e in seguito Ferruccio Busoni disse a Wood che quello di Hambourg era allora il più grande talento dell'epoca.
Nel 1895 Hambourg incominciò la sua prima tournée mondiale (16 anni), cominciando in Australia, dove (a Sydney) gli fu chiesto di prolungare il suo soggiorno di sei settimane. Rientrato a Londra sostituì Paderewski a un concerto della Philharmonic Society suonando il Concerto per pianoforte n. 4 in re minore di Anton Rubinstein. Apparve per la prima volta a Parigi nel 1896 e successivamente a Bruxelles e Berlino. Andò negli Stati Uniti nell'ultima parte del 1898, facendo il suo esordio a New York sotto la direzione di Wilhelm Gericke con la Boston Symphony Orchestra e proseguendo per gli altri Stati. Tornò quindi a Londra e nel 1901 fece le sue prime apparizioni alla Queen's Hall Proms sotto Henry Wood. Nel corso dei successivi quattro anni fece un'altra tournée americana e fece visite in Polonia, Russia e Germania (aveva incontrato Lenin tramite Felix Moscheles a Londra nel 1900). Nel 1906 fece una visita di un mese di concerti in Sudafrica, portando il suo pianoforte con mezzi precari attraverso il Veld in una posizione remota. Suonò per la prima volta in Canada nel 1909 e in seguito diventò amico del pianista canadese Harold Bradley.

## La guerra
Allo scoppio della prima guerra mondiale alcuni organi di stampa fecero circolare la voce diffamatoria che Hambourg fosse tedesco, obbligandolo a provare la sua origine russa e a dimostrare che era stato naturalizzato britannico per oltre vent'anni. Vinse la causa contro il Daily Mail in tribunale e ottenne il risarcimento dei danni. Poco dopo fece un'altra visita in America e a stento riuscì a evitare di fare il viaggio di ritorno nel fatidico ultimo viaggio della RMS Lusitania. Al suo ritorno a Londra tenne dei recital alla Eolian Hall della musica antica inglese dal Fitzwilliam Virginal Book, imparando a memoria dal manoscritto stesso poiché l'edizione tedesca Breitkopf non era disponibile. Tenne molti concerti di classici durante la guerra al London Coliseum.

## Anni successivi
La carriera di Hambourg sopravvisse alla prima guerra mondiale e rimase un artista molto famoso negli anni '20 e '30. Dopo la guerra incominciò di nuovo il suo programma di tournée mondiali, visitando la Francia, il Sudafrica e il Canada e facendo regolari tour provinciali in Gran Bretagna; fece un ulteriore tour mondiale prima del 1924.
Mark Hambourg registrò per la HMV e incise i suoi primi dischi nel 1909. Lo si può vedere in azione come il pianista strabiliante soprannominato "Chopin" nel film di John Baxter del 1941 The Common Touch.
Hambourg sposò la violinista Dorothea Muir Mackenzie e fu padre del pianista Michal Hambourg (1919-2004) con il quale a volte eseguiva duetti per pianoforte e di Nadine Hambourg Marshall.

## Scritti
- How to Become a Pianist (C. Arthur Pearson, London 1922); and as How to Play the Piano (George H. Doran, New York 1922).
- From Piano to Forte (Cassell, London 1931).
- The Eighth Octave (Williams & Norgate, London 1951).